# Луи VI (Франция)
Луи VI Дебели (на френски: Louis VI Le Gros, l’Eveillé ou le Batailleur) е крал на Франция от 1108 до 1137 г., пети от династия на Капетингите.

## Произход
Син е на крал Филип I и Берта Холандска. Внук е на Анри I и Анна Ярославна, дъщеря на Великия княз на Киев Ярослав Мъдри. Луи е кръстен под името Луи Теобалд (Луи-Тибо). Той е най-големият от четиримата синове на френския крал и единственият, който доживява до зряла възраст. Той става първият капетинг и дори първият сред представителите на френската висша класа, получил едно от традиционните за Меровингите и Каролингите имена.
Още през 1092 г. кралят взема 11-годишния принц от абатството и го предава на нов наставник, рицаря Херлуин от Париж. През същата година Луи получава от баща си феод на земя на границата с Нормандия - графство Вексин с градовете Понтоаз и Мантес, които той трябва да защитава от агресия на норманите. От този момент нататък Луи остава основно в негови владения.

## Влияние от Сугерий и обосноваване на кралската власт
Луи израства в манастира Сен Дени, където се сближава със Сугерий, който му става съветник и приятел за цял живот. Пребиваването на Луи в манастира има огромно значение за изработване на неговите понятия за правата и дълга на краля.
Идеите на Сугерий за държавничество надхвърлят вижданията на римското и нормандското духовенство, потънали в идеологически спорове за инвеститурата. Той се заема дейно с идейното укрепване на кралската власт и нейната сакралност. Паралелно утвърждава и култ към Свети Дионисий Парижки като небесен покровител на цяла Франция. Концепцията му е по-скоро за партньорство между двете власти и той я осъществява, без да предизвика трусове или неприязън като съвременника си Томас Бекет в Англия.

## Управление като крал
Почти 29-годишното царуване на Луи VI е съпътствано от постоянни борби с феодалите и англичаните. Той успява да засили властта и да стабилизира династията на Капетингите. Нисшите класи, угнетени от феодалите, се отнасят към Луи VІ със симпатия и съчувствие, а кралят нерядко се опира на тях, когато не му стигат собствени сили. Когато Хуго де Пюизе започва да граби манастири и църкви, Луи успява да превземе неговия замък (1111), едва когато към него се присъединяват въоръжените сили на общините заедно със свещениците. Макар политиката на Луи по отношение на градовете да не е напълно определена, той предугажда значението на порасналите сили на градовете и значението им в борбата с феодалите.
През 1118 година Луи изпраща Сугерий на дипломатическа мисия като пратеник в двора на Геласий II в Магелон, а впоследствие и в този на Каликст II. Като абат на Сен Дени, Сугерий се заема с държавни дела, съветва краля и се превръща в най-влиятелната личност в двора.
През 1119 година в [[битка при Бремюл] с крал Хенри I Английски, Луи претърпява тежко поражение. Летописците от френска страна описват битката като кървава, в която Луи, въпреки пълнотата си, лично влиза в контакт с противниковите рицари. В същия момент изпада в неприятна ситуация, в която един нормански конник сграбчва юздите на коня му и се провиква: ”Кралят е хванат!”. Луи Дебели бързо поваля рицаря с един удар, отвръщайки: „Кралят не може да бъде хванат нито на война, нито на шах!”.
През 1124 година император Хайнрих V) (женен за Матилда, дъщеря на краля на Англия, Хенри I), заедно с тъст си, обявява война на Франция. Поводът е, че Луи покровителства папа Каликст II.
В отговор Луи VІ се обръща към националното чувство на французите. Френските васали повеждат своите войски на помощ на Луи. Сугерий отива на бойното поле с хоругвата на абатството – орифлама; оттогава тя се възприема като бойно знаме на краля. Така Луи побеждава немския император. 
В края на живота си Луи VI сключва съюз с херцога на Аквитания като урежда и династичен брак между сина му Луи VII и Алиенора Аквитанска – дъщеря на Гийом Х, херцог на Аквитания и Аенор де Шателро.
Луи умира на 1 август 1137 г. и е погребан в базиликата „Сен Дени“. Наследен е на трона от сина си Луи VII.

## Семейство и деца
На 28 март 1115 г. в Париж Луи VІ се жени за Аделаида Савойска (ок. 1100 – 18 ноември 1154), дъщеря на граф Хумберт II Савойски и Гизела Бургундска. Те имат деца:
- Филип Френски (1116 – 1131), съ-крал с баща си, коронясан на 14 април 1129 г.
- Луи VII (1120 – 18 септември 1180), крал на Франция от 1137 г.
- Анри (1121 – 13 ноември 1175) – епископ Бове (1149 – 1161), след това архиепископ на Реймс (1161 – 1175)
- Хуго (ок. 1122, умира в детска възраст)
- Робер I Велики (ок. 1123 – 11 октомври 1188), граф дьо Дрьо, основател на Дом дьо Дрьо
- Пиер дьо Куртене (ок. 1126 – 10 април 1183), сеньор де Куртене, основател втория дом Куртене, представители на който се прославят в Кръстоносните походи. Неговият син Пиер II дьо Куртене и двамата му внука Робер дьо Куртене и Балдуин II заемат (съответно в 1217 – 1219, 1221 – 1228, 1237 – 1261 години) престола на Латинската (Константинополска) империя.
- Констанс Френска (ок. 1128 – 1180); 1 брак от 1140 г. с Есташ IV (1127 – 1153), Есташ де Блоа, граф Булонски – без потомство; 2 брак от 1154 година с Раймон V (1134 – 1194), граф Тулузки
- Филип (ок. 1132/1133 – 1161), епископ на Париж